# Urodopsis
Urodopsis is een geslacht van vlinders van de familie bloeddrupjes (Zygaenidae), uit de onderfamilie Procridinae.

## Soorten
- U. dryas Jordan, 1913
- U. hyalina Hering, 1932
- U. pusilla (Walker, 1834)
- U. subcoerulea (Dognin, 1911)